# Escouade des serpents
L'Escouade des serpents (« The Serpent Squad » en VO) est le nom d'une équipe de super-vilains évoluant dans l'univers Marvel de la maison d'édition Marvel Comics. Créée par le scénariste Steve Englehart et le dessinateur Sal Buscema, l'équipe apparaît pour la première fois dans le comic book Captain America (vol. 1) #163 en juillet 1973.

## Biographie de l'équipe
Le groupe comprend la Vipère (« Viper » en VO, Jordan Stryke), le Cobra et l'Anguille (« Eel » en VO).
C'est le Cobra, meneur du groupe, qui a organisé l'évasion des deux frères Vipère et Anguille. Ils se rendent ensuite en Virginie pour y combattre Captain America qui les vaincra, malgré de graves brûlures aux mains qu'il doit au contact du costume électrifié de l'Anguille. L'aide du Faucon a d'ailleurs été indispensable pour vaincre ces trois ennemis redoutables, équipés de fusils dont la décharge reproduit les effets d'une morsure de cobra.